# Parque aquático

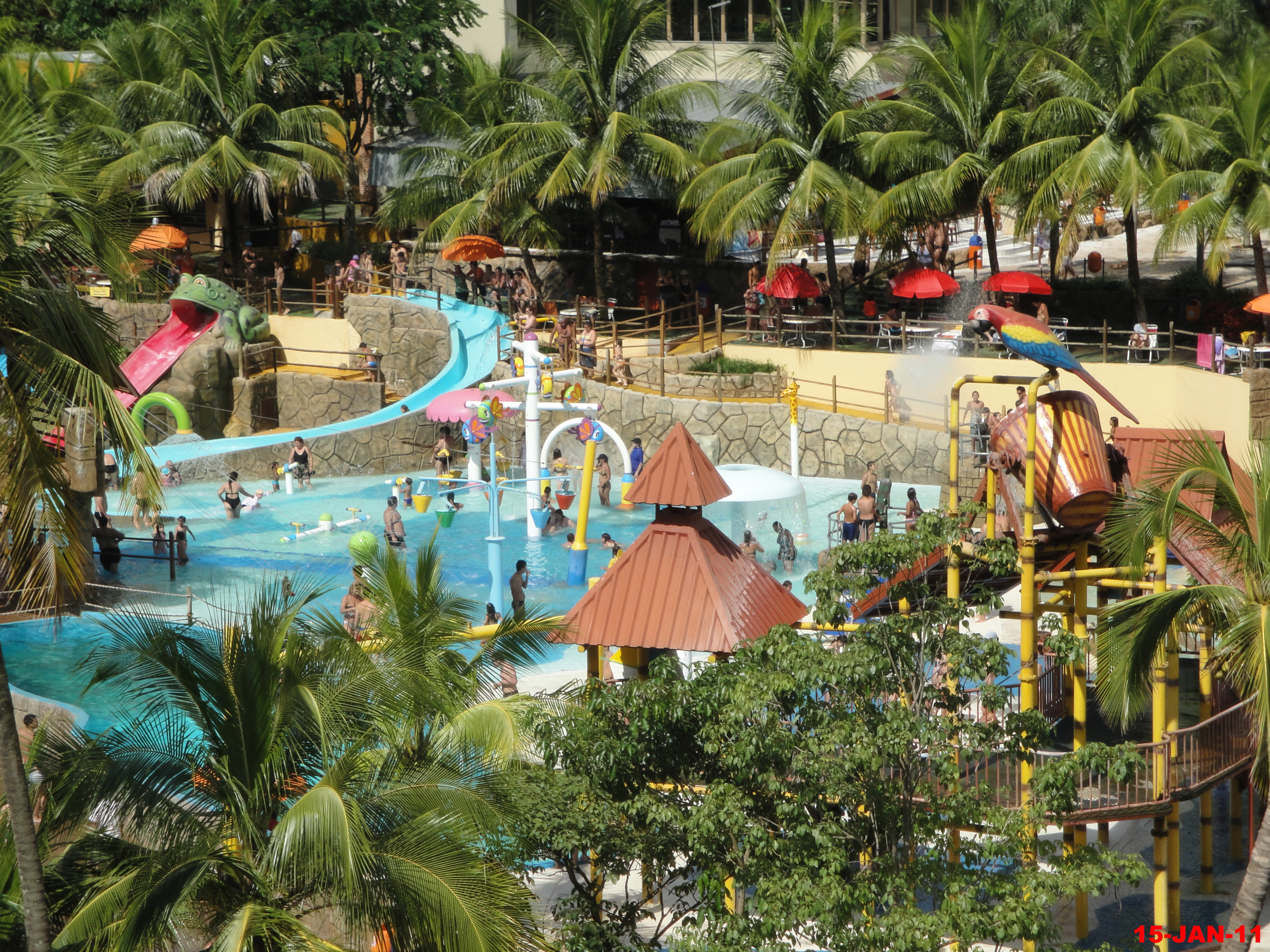
Parque Aquático Thermas dos Laranjais.

Os parques aquáticos são centros de recreio colectivos, construídos e equipados com atracções e divertimentos à base de água. São essencialmente centros para desfrutar com segurança dessas actividades. Há parques aquáticos em quase todas as regiões do mundo, em qualquer tipo de zona climática, sobretudo nas cidades e zonas de férias.
Os parques aquáticos mais comuns de Portugal são:
Aqualand© Algarve situado em Alcantarilha Algarve, Aquashow® Park Hotel situado em Quarteira Algarve, Zoomarine®Oceans of Fun situado em Guia(Albufeira) e Slide & Splash® Situado em Lagoa(Algarve). Já no Brasil, temos como destaque o parque aquático Magic City, Beach Park, Hot Park, Thermas Water Park, Thermas de Olímpia, Thermas Internacional do Espirito Santo que possui a maior cachoeira artificial do Brasil entre outros.
Em Portugal, os parques de diversão aquática começaram a ser implantados a partir de 1983, tendo sido considerados como equipamentos para diversão pública. No verão de 1993, as regras relativas a este tipo de recintos foram alteradas através do Decreto-Lei n.º 315/95, de 28 de Novembro e com o Decreto Regulamentar n.º 34/95, de 16 de Dezembro. Todavia, tal legislação revelou-se insuficiente e desactualizada ao nível da regulamentação do processo de licenciamento e de funcionamento dos recintos e foi então publicado o Decreto-Lei n.º 65/97, de 31 de Março atualmente em vigor.
Os parques Aquáticos costumam vender títulos de sócios , no qual o usuário paga um valor mensal pra ser associado ao clube junto de sua família e poder usufruir e ter vantagens como não pagar entrada , Experientes com vendas de títulos a mais de 20 anos o Thermas Internacional do ES foi um dos primeiros clubes no Brasil a vender títulos e sua principal atracão é a maior cachoeira artificial do Brasil.    
Um parque aquático pode ter uma diversidade de atracões muito grande, sendo as mais comuns:
- Escorrega
- Piscinas
- Zona de brincadeiras para crianças
- Tubos lentos e rápidos

1. ↑  «Decreto-Lei n.º 65/97, de 31 de março». Diário da República